# آلسان ندایه
آلسان ندایه (انگلیسی: Alassane N'Diaye؛ زادهٔ ۲۵ فوریهٔ ۱۹۹۰) بازیکن فوتبال اهل فرانسه است.
از باشگاه‌هایی که در آن بازی کرده‌است می‌توان به باشگاه فوتبال کریستال پالاس، باشگاه فوتبال سوئیندون تاون، باشگاه فوتبال ایرتیش پاولودار، باشگاه فوتبال توبول، باشگاه فوتبال ساوتند یونایتد، باشگاه فوتبال بارنت، باشگاه فوتبال هیز و یدینگ یونایتد، و باشگاه فوتبال هاستینگز یونایتد اشاره کرد.